# Vintervägstjärnen, Norrbotten
Vintervägstjärnen är en sjö i Bodens kommun i Norrbotten och ingår i Råneälvens huvudavrinningsområde.